# 내 귀에 띵곡
내 귀에 띵곡은 ENA에서 방송했던 음악 예능 프로그램이었다.